# 吴习智
吴习智（1913年—1985年），中国人民解放军将领、中国人民解放军开国少将。
曾任中国人民解放军兰州军区财务部部长、沈阳军区后勤部副部长。1955年，授予中国人民解放军少将。